# Arapatiella
Arapatiella es un género de plantas perteneciente a la familia Fabaceae. Comprende 7 especies descritas y de estas, solo 2 aceptadas.

## Taxonomía
El género fue descrito por Rizzini & A.Mattos y publicado en Revista Brasileira de Biologia 32: 323. 1972.

## Especies aceptadas
A continuación se brinda un listado de las especies del género Arapatiella aceptadas hasta julio de 2014, ordenadas alfabéticamente. Para cada una se indica el nombre binomial seguido del autor, abreviado según las convenciones y usos.
- Arapatiella emarginata
- Arapatiella psilophylla